# 阿亚 (吉普斯夸省)
阿亚（西班牙語：Aya）是西班牙巴斯克自治区吉普斯夸省的一个市镇。总面积55平方公里，总人口1610人（2001年），人口密度29人/平方公里。